# Aerangis maireae
Aerangis maireae är en orkidéart som beskrevs av Isobyl Florence la Croix och Joyce Stewart. 
Aerangis maireae ingår i släktet Aerangis och familjen orkidéer. Artens utbredningsområde är Tanzania. Inga underarter finns listade i Catalogue of Life.